# Oliver Ames
Oliver Ames, född 4 februari 1831 i Easton, Massachusetts, död 22 oktober 1895 i Easton, Massachusetts, var en amerikansk republikansk politiker. Han var viceguvernör i delstaten Massachusetts 1883–1887 och därefter guvernör 1887–1890. Han var son till politikern och järnvägsmagnaten Oakes Ames och far till botanikern Oakes Ames.
Ames studerade vid Brown University utan att utexamineras. Han var ledamot av Massachusetts senat 1881–1883 och tillträdde därefter som viceguvernör. År 1887 efterträdde han George D. Robinson som guvernör och efterträddes 1890 av John Brackett.
Som företagsledare hade Ames tjänstgjort som bankdirektör och chef för olika järnvägsbolag. Efter den politiska karriären återvände han till näringslivets tjänst.